# Dong Janmei
Dong Janmei (kitajsko: 董 艶梅; pinjin: Dong Yanmei), kitajska atletinja, * 16. februar 1977, Daljan, Ljudska republika Kitajska.
Ni nastopila na poletnih olimpijskih igrah. 21. oktobra 1997 je postavila svetovni rekord v teku na 5000 m s časom 14:31,27, ki je veljal le dva dni.